# بای شوئه
بای شوئه (انگلیسی: Bai Xue؛ زادهٔ ۱۵ دسامبر ۱۹۸۸) دونده ماراتن زن اهل چین است.
وی در مسابقات کشوری و بین‌المللی در مجموع برندهٔ ۱ مدال طلا شده‌است.